# Wahlbergs arend
Wahlbergs arend (Hieraaetus wahlbergi, synoniem: Aquila wahlbergi) is een vogel uit de familie van de havikachtigen (Accipitridae). Deze vogel is genoemd naar de Zweedse natuuronderzoeker Johan August Wahlberg.

## Kenmerken
De vogel is 53 tot 61 cm lang en weegt 437–845 gram (mannetje) of 670–1400 gram (vrouwtje) en heeft een spanwijdte van 130 tot 146 cm. Het is een betrekkelijk kleine en slanke arend, met lange staart en vleugels. De vogel is zeer variabel in kleur. Meest voorkomend is de donkere vorm die geheel donkerbruin is (in het Afrikaans heet de vogel Bruinarend). Daarnaast komen er lichte vormen voor en die zijn onderling weer zeer verschillend. De manier van vliegen, waarbij het silhouet praktisch kruisvormig is, vormt het belangrijkste kenmerk.

## Verspreiding en leefgebied
Deze soort komt voor in Afrika bezuiden de Sahara van Mauritanië oostelijk tot in tot Ethiopië en zuidelijk tot in Zuid-Afrika. Het leefgebied bestaat half open landschappen, zoals savanne, maar ook wel agrarisch landschap en gebied met struikgewas, mits bos in de buurt aanwezig is. Deze arend mijdt uitgesproken woestijngebieden en dicht tropisch bos en komt voor in laagland tot op 2800 m in Ethiopië.

## Status
Wahlbergs arend heeft een groot verspreidingsgebied en daardoor is de kans op de status kwetsbaar (voor uitsterven) gering. De grootte van de populatie is in 2001 geschat op 76-670 duizend volwassen vogels. Men veronderstelt dat de soort in aantal stabiel is. Om deze redenen staat deze arend als niet bedreigd op de Rode Lijst van de IUCN.